# Exèrcit d'Àfrica
L'Exèrcit d'Àfrica, de vegades denominat Exèrcit Expedicionari d'Àfrica o també Exèrcit del Marroc, va ser una branca de l'Exèrcit de Terra d'Espanya que va actuar com a guarnició al seu protectorat marroquí des del seu establiment el 1912 fins a la independència del Marroc el 1956.
Va ser creat com a resposta a la sempre infrangible resistència de les tribus rifenyes que portaria a la Guerra del Rif. Durant la seva actuació a la Guerra Civil espanyola, com a Cos d'Exèrcit Marroquí, les tropes africanes es van guanyar la reputació de cruels assassins entre la població i els militars del bàndol republicà, com ja havien fet uns anys abans contra les càbiles rifenyes.

## Antecedents
La presència militar espanyola al nord d'Àfrica arrenca des de començaments del segle xvi, si bé no seria des de la dècada 1860 amb la Guerra d'Àfrica quan la implicació espanyola fou cada vegada més directa. El 1909 es va produir un atac de les tribus rifenyes contra les posicions de la plaça de Melilla que desembocaria en el conegut com a desastre del Barranco del Lobo. Això forçaria l'enviament de tropes africanes a la plaça de Melilla fins a assolir els 35.000 homes i constituiria la base del posterior Exèrcit d'Àfrica.
Per aquestes dates ja havia començat el repartiment del Marroc a causa de les rivalitats entre França, Anglaterra i Alemanya. Seria a la Conferència d'Algesires (1912) on a Espanya se li va assignar el nord i el sud del Marroc, principalment la zona del Rif, Cap Juby i Ifni, mentre que França es va quedar amb la resta del Marroc. La veritat és que la zona del Protectorat espanyol era la més pobra, d'orografia difícil i amb major hostilitat per part de la població. En base, no era cap negoci per Espanya i constituïa més un pou sense fons per a l'Estat.

### El Marroc espanyol
El Marroc espanyol era el territori colonial més proper a l'Espanya peninsular i el més difícil de controlar del conjunt de territoris colonials. Durant el període 1910-1926 es va produir la Guerra del Rif, el moment de major dificultat per al domini del territori del protectorat.

## Historial operatiu

### Guerra del Rif
Amb l'assignació del protectorat espanyol el 1912, va començar la progressiva ocupació del territori assignat a Espanya. I serà llavors quan es crea el que es coneixerà com a Exèrcit d'Àfrica. Aquest es veurà compost per l'agrupació de tropes espanyoles i africanes que s'ocupen de guarnir i estendre el territori sota administració colonial.
El 1919 va tenir lloc una important rebel·lió contra el Marroc espanyol (i posteriorment contra el domini colonial francès). El general Fernández Silvestre va començar una expedició cap a l'interior del Rif que va acabar amb la catastròfica derrota de l'exèrcit espanyol a Annual. La direcció de la rebel·lió rifenya va estar en mans d'Abd el-Krim, qui aconseguiria establir la República del Rif i posar en una difícil situació a les tropes espanyoles. Però el gran error estratègic d'Abd el-Krim va ser atacar les posicions franceses, la qual cosa seria el principi de la fi. Amb el desembarcament d'Alhucemas les tribus del Rif van ser finalment vençudes amb gran dificultat per les forces franc-espanyoles després de diversos anys de lluita.
Després d'aquesta llarga i cruenta guerra s'havia forjat el sempre disciplinat i temut Exèrcit d'Àfrica, però amb ell va aparèixer un ampli grup d'oficials militars anomenats africanistes que constituiria un important grup de pressió tant dins de l'exèrcit com a la política espanyola. Entre ells, destacaven José Sanjurjo, Francisco Franco, Juan Yagüe, José Enrique Varela Iglesias, Camilo Alonso Vega, Juan Luis Beigbeder Atienza, Fernando Barrón o Emilio Mola.

### Segona República
Amb l'arribada de la República es van produir escassos canvis a l'organització de l'Exèrcit d'Àfrica, exceptuant canvi de comandaments militars més afectes a la República i la reducció de tropes. Francament, també a l'organització polític-social del Protectorat es van fer molt pocs canvis. El juliol de 1936, la prefectura estava a càrrec del general Agustín Gómez Morato amb residència a Ceuta. A les seves ordres es trobaven dues circumscripcions militars:
- La Circumscripció Oriental, amb seu a Melilla al comandament de Manuel Romerales Quintero i dividida en dues parts: La que comprenia Melilla i el seu territori circumdant, i la que comprenia el Rif amb seu a Villa Alhucemas.
- La Circumscripció Occidental, amb seu a Tetuan al comandament d'Osvaldo Capaz Montes i dividida també en dues parts: Ceuta-Tetuan i Larraix.

Conforme a la Reforma militar durant la Segona República espanyola, l'organització de l'Exèrcit d'Àfrica també s'hi va veure immersa. En el protectorat marroquí coexistien forces de reclutament ordinari, entre les quals hi figuraven:
| Unitats                                                     | Efectius europeus | Efectius marroquins | Total  |
| ----------------------------------------------------------- | ----------------- | ------------------- | ------ |
| 2 Legions del Terç d'Estrangers.                            | 4.200             |                     | 4.200  |
| 6 batallons de Caçadors i 2 batallons de Metralladores      | 6.097             |                     | 6.097  |
| 5 Grups de Forces Regulars Indígenes                        | 2.160             | 6.830               | 8.990  |
| 5 Mehalas de la Mehal-la Jalifiana, amb 3 tabors cadascuna. | 540               | 4.902               | 5.442  |
| 5 Mejaznías                                                 |                   | 1.640               | 1.640  |
| 5 Grups de Forces Regulars Indígenes                        | 426               | 990                 | 1.416  |
| 2 Batallons d'agrupacions d'Artilleria                      | 2.000             |                     | 2.000  |
| 2 Batallons de l'Arma d'Enginyers                           | 1.000             |                     | 1.000  |
| 3 Grups de Intendència                                      | 700               |                     | 700    |
| 3 Grups de Sanitat                                          | 1.700             |                     | 1.700  |
| Tiradors d'Ifni.                                            | 310               | 925                 | 1235   |
| Forces del Sàhara.                                          | 491               |                     | 491    |
|                                                             |                   |                     |        |
| Totals                                                      | 19.624            | 15.287              | 34.911 |

### Guerra Civil espanyola
L'Exèrcit d'Àfrica es componia de tropes espanyoles i de la Legió Espanyola i contractava soldats locals marroquins per a la infanteria i cavalleria, anomenats Regulars. En total, l'Exèrcit d'Àfrica arribava a 32 000 soldats i era la unitat més professional i eficaç comparada amb la força de 100 000 homes de l'Exèrcit Espanyol durant els anys 20 i 30. L'Exèrcit d'Àfrica anava a exercir un paper clau durant la Guerra Civil espanyola que va tenir lloc entre 1936–1939. Juntament amb altres unitats de l'Exèrcit Espanyol, l'Exèrcit d'Àfrica es va revoltar contra la Segona República espanyola i va participar en el cop d'Estat del 18 de juliol de 1936. L'endemà, el general Franco va arribar de les illes Canàries i va assumir el comandament d'aquesta força.
El Marroc espanyol es va unir als colpistes sense gran oposició, a excepció d'alguns comandaments i grups reduïts. La intenció inicial era transportar l'Exèrcit d'Àfrica per mar a l'Espanya peninsular. No obstant això, les tripulacions dels vaixells de guerra espanyols, els oficials de la qual s'havien sumat a la revolta, es van mantenir lleials al govern de la República de Madrid. Un nombre important de tropes de l'Exèrcit d'Àfrica es va transportar a l'Espanya continental en un audaç pont aeri establert mitjançant avions Junkers i Savoia-Marchetti, avions de transport subministrats per Alemanya i Itàlia a l'incipient moviment colpista contra la República.
Després d'arribar a Espanya, l'Exèrcit d'Àfrica va ser dividit en dues columnes, una manada pel coronel Juan Yagüe i l'altra pel general José Enrique Varela Iglesias. Yagüe va avançar al nord i va ocupar molt ràpidament bona part d'Extremadura després de les batalles de Mèrida i Badajoz. Seria en aquestes campanyes on van perpetrar un gran nombre de matances entre les poblacions extremenyes i entre els presoners de les milícies. Després va canviar de rumb, cap a l'est, cap a Madrid i Toledo, alliberant l'alcàsser de Toledo. D'altra banda, Varela va entrar a Andalusia i va prendre el control de les principals ciutats: Sevilla, Granada i Còrdova. Gràcies principalment als avanços de l'Exèrcit d'Àfrica, gairebé tot l'oest d'Espanya estava en mans dels revoltats a la fi de setembre de 1936. A la tardor de 1936, les forces revoltades van emprendre l'atac i les tropes marroquines van constituir l'avantguarda de l'atac cap a la capital, Madrid. No obstant això, va coincidir amb l'arribada de les Brigades Internacionals, els enviaments militars soviètics i un clar augment de la resistència republicana.
Les tropes marroquines que havien avançat al llarg d'Extremadura i el Tajo havien sofert un desgast tal que amb les altes baixes produïdes durant la batalla de Madrid van fer que aquest cos d'elit tingués la seva primera derrota important.

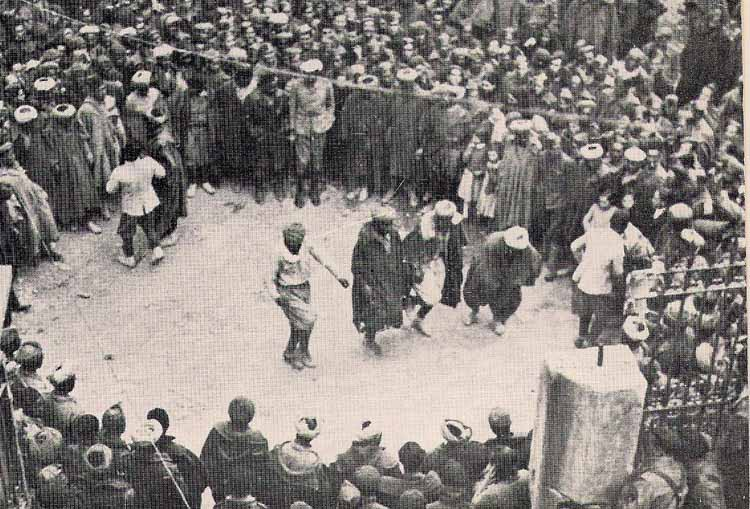
Tropes marroquines festejant la presa de Rubielos de Mora, 1938.

A principis de 1937, les forces de l'Exèrcit d'Àfrica havien augmentat a 60 000 homes, reanomenat com a Cos d'Exèrcit Marroquí. Per la seva banda, la Legió i els Regulars es van convertir en l'avantguarda dels colpistes per a les operacions de la resta de la guerra i van exercir un paper fonamental en la victòria de l'exèrcit facciós. Durant el contraatac republicà a Brunete, les tropes marroquines van jugar un importantíssim paper en suportar el pes de l'atac republicà i ser elles mateixes les que van haver de rebutjar-lo. Novament, el Cos d'Exèrcit Marroquí va jugar un importantíssim paper durant les batalles de Terol i Aragó a principis de 1938. Per a juliol de 1938, el Cos d'Exèrcit de Marroquí estava integrat per uns 98 000 homes comandats pel general Juan Yagüe. En aquell moment, estava format per les divisions 40a, 50a i 105a; excepte la 50a Divisió, formada per soldats de reemplaçament, totes les altres divisions estaven compostes per tropes veteranes: legionaris, regulars, mercenaris africans dels territoris d'Ifni i Sàhara i voluntaris de les milícies falangistes i carlistes. Durant els primers moments de la batalla de l'Ebre, el Cos d'Exèrcit Marroquí va sofrir el major nombre de baixes a causa de l'èxit de les tropes republicanes, i un nombre important de soldats moros van ser fets presoners, o eren afusellats immediatament com ja es venia fent al bàndol republicà al llarg de la guerra.
Ja a l'ofensiva de Catalunya van ser les unitats mores de les primeres que van entrar a Barcelona el 26 de gener, perseguint a les restants unitats republicanes en retirada fins a la frontera francesa. Al final de la guerra es trobaven situades davant de Madrid, que el 26 de març de 1939 es va rendir a les tropes revoltades: l'entrada de les tropes marroquines es produïa amb dos anys i mig de retard.

### Postguerra i Segona Guerra Mundial
Després del final de la Guerra Civil espanyola, va començar la de desmobilització i reorganització de l'Exèrcit Franquista. L'Exèrcit de Terra Espanyol hauria de compondre's de vint-i-quatre divisions d'infanteria i una de cavalleria, enquadrades en deu Cossos d'Exèrcit. Dos es desplegaven als territoris espanyols del Nord d'Àfrica (part Nord del Protectorat del Marroc, Ceuta, Melilla i places menors):
- El IX Cos d'Exèrcit en el seu sector occidental, amb les Divisions 91a (Ceuta-Tetuan), 92a (Larraix-Alcazarquivir) i 93a (Xauen).
- El X Cos d'Exèrcit en el sector oriental, amb les Divisions 101a (Melilla) i 102a (Villa-Sanjurjo).

Secció septentrional dels territoris marroquins sota protectorat d'Espanya fins a 1956.

Les tropes marroquines van retornar al Protectorat per tornar a les seves antigues funcions de guarnició i tropes colonials: després de dos anys de guerra ja havien complert el treball encomanat i Franco les hi va enviar a l'altre costat de l'Estret. Allí romandrien durant els anys de la Segona Guerra Mundial, les quals podrien servir d'utilitat en cas de l'entrada d'Espanya a la guerra.
Amb la independència del Marroc el 1956, la major part dels Regulars de contractació local van ser traslladats al nou Exèrcit Reial. Es van mantenir les ciutats de Ceuta i Melilla i les places menors de sobirania espanyola, i encara hi estan guarnides per unitats de la Legió i Regulars. En els plans de replegament de l'Exèrcit Espanyol (10 d'abril de 1956 - 31 d'agost de 1961), a conseqüència de la independència del Marroc, es van reduir de vuit a quatre els Grups de Forces Regulars d'Infanteria i es van dissoldre els dos Grups de Cavalleria. Els Regulars comptaven amb 127 oficials marroquins i 12.445 soldats d'aquesta mateixa nacionalitat.